# Ewald Persson
Ewald Patrik Leopold Persson (ur. 3 września 1891, zm. 18 grudnia 1936) – szwedzki zapaśnik walczący w stylu klasycznym. Olimpijczyk ze Sztokholmu 1912, gdzie zajął 24. miejsce w wadze piórkowej.

## Letnie Igrzyska Olimpijskie 1912
| Konkurencja          | Rundy eliminacyjne         | Rundy eliminacyjne   | Klas. końcowa |
| Konkurencja          | Przeciwnik I               | Przeciwnik II        | Miejsce       |
| -------------------- | -------------------------- | -------------------- | ------------- |
| 60 kg styl klasyczny | Ragnvald Gullaksen (NOR) P | Otto Lasanen (FIN) P | 24.           |